# 2421 Nininger
2421 Nininger è un asteroide della fascia principale del diametro medio di circa 38,89 km. Scoperto nel 1979, presenta un'orbita caratterizzata da un semiasse maggiore pari a 3,2341376 UA e da un'eccentricità di 0,0464354, inclinata di 10,19008° rispetto all'eclittica.